# Stade (unité)

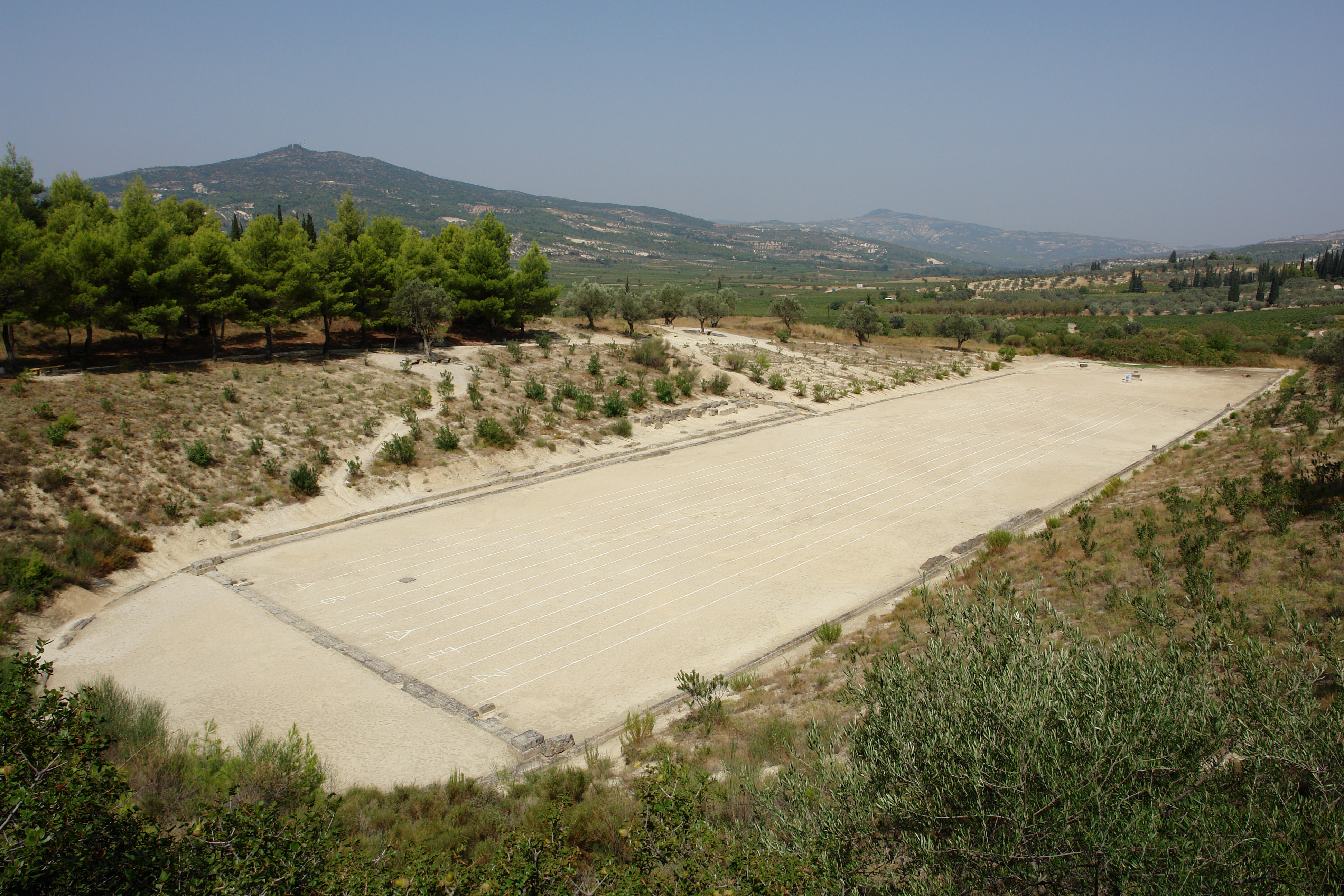
L'ancien stade de Némée, dans lequel se déroulaient les Jeux néméens, mesurait 178 m.

Le stade est une unité de longueur de la Grèce antique. On distingue principalement trois stades : le stade olympique (190 m), le stade égyptien (158 m), le stade de huit-au-mille (185 m). Ces différents types de stade ont été créés successivement : le premier apparaît au viiie siècle av. J.-C. ; le deuxième au ive siècle av. J.-C., après la conquête de l’Égypte par Alexandre le Grand ; le dernier au ier siècle av. J.-C., après la conquête romaine de la Grèce.

## Le stade olympique
La construction d’un stade à Olympie, dans le Péloponnèse, en vue de l’organisation des Jeux olympiques, remonte à la plus haute antiquité (viiie siècle av. J.-C.). On estime que le tour du stade faisait environ 190 m, sans pouvoir être plus précis du fait des remaniements successifs. Ce qui est sûr, en revanche, c'est que le stade avait été construit en mesurant 600 pieds. Le pied grec faisait donc près de 32 cm (soit une pointure de 47 et demi), taille plutôt inhabituelle, surtout pour l’époque. Mais d’Anville nous en donne l’explication : « Il passait pour constant que la carrière du stade Olympique avait été mesurée par Hercule, en usant de cette mesure de la longueur qu’avait son pied ; et on attribuait à la taille de ce héros plus de hauteur qu’à celle du commun des hommes. »
Le stade olympique est aussi l’unité de mesure qu’utilise Aristote (384-322 av. J.-C.) lorsqu’il évoque, dans son Traité du ciel, la circonférence de la Terre : « Les mathématiciens qui ont essayé de mesurer les dimensions de la circonférence [de la Terre] la portent à quarante fois dix mille stades. » La circonférence de la Terre était donc pour Aristote de l’ordre de 76 000 km, soit près du double de sa valeur réelle (40 075 km). »

## Le stade égyptien
Alexandre le Grand conquiert l’Égypte en 332 av. J.-C. et fonde la ville d’Alexandrie. Après sa mort, l’Égypte échoit finalement à l’un de ses généraux, Ptolémée Ier « Sôter (Sauveur) », fondateur de la dynastie lagide qui durera trois siècles, jusqu’à la mort de Cléopâtre. 
Arrivant dans une civilisation bien plus ancienne et tout aussi brillante que la leur, les Grecs n’imposent pas leur système de mesures ; en revanche, ils imposent leur langue. Le résultat en est que les unités de mesure égyptiennes conservent leur valeur mais changent d’appellation. Les nouveaux maîtres attribuent le mot grec « pied » à l’unité de mesure égyptienne qui s’en rapproche le plus, à savoir la demi-coudée. Ainsi, se trouve naturellement créée une nouvelle unité, le stade égyptien, qui vaut 600 pieds (égyptiens) ou 300 coudées. Et c’est ce stade égyptien qu’utiliseront notamment les géographes alexandrins Ératosthène (276-194 av. J.-C.) et Claude Ptolémée (100-168 apr. J.-C.) : le premier évaluera la circonférence de la Terre à 252 000 stades et le second 180 000.
Quelle est la longueur en mètres de ce stade égyptien ? C’est un ingénieur des Ponts-et Chassées, Pierre-Simon Girard, qui apportera la réponse. Membre de l’expédition scientifique qui accompagne Bonaparte dans sa Campagne d’Égypte (1798-1801), Girard exhume des décombres le nilomètre d'Éléphantine, sur la paroi duquel il découvre, gravées, plusieurs coudées égyptiennes. Sa mesure de 527 mm pour une coudée donne 158 m pour les 300 coudées du stade égyptien.
Dès lors, avec cette valeur du stade égyptien, une simple multiplication montre que la mesure de la circonférence de la Terre par Érasthostène approche de moins de 1% la valeur réelle ; cependant, il convient de remarquer que ce résultat un peu miraculeux n’est que l’heureuse compensation d’au moins deux erreurs de plus de 10% de sens opposé[réf. nécessaire].

## Le stade de huit-au-mille
Lorsque Rome conquiert la Grèce, l’admiration des Romains pour la culture grecque est grande, et ils ne vont imposer ni leur langue, ni leur système de mesures. Ce sont eux, au contraire, qui vont emprunter le stade des Grecs. Leur choix se porte sur le stade olympique. Mais ils vont toutefois réduire légèrement sa longueur, de façon que ce nouveau stade soit en rapport simple (de huit pour un) avec leur mille.
On connaît bien la valeur en mètres du mille romain du fait des nombreuses bornes milliaires placées de mille en mille sur les voies romaines et retrouvées par les archéologues. Le mille romain fait 1480 m. Le stade « de huit au mille » mesure donc 185 m (1480 / 8), soit un peu moins que le stade olympique. Ce stade de « huit au mille » est aussi parfois appelé « stade italique ». 
Ce rapport de « huit stades pour un mille romain » est confirmé par l'historien Polybe (Historia, livre III § 39) qui, « en décrivant la route suivie par Hannibal, depuis la Nouvelle-Carthage [Carthagène, près de Murcie en Espagne] jusqu’au Rhône, observe que cette route est bordée de pierres milliaires placées de huit stades en huit stades ». De même, le géographe Strabon écrit dans sa Géographie (Livre VII, Chap. 7 § 4) : « D’Apollonie, on peut aller directement en Macédoine par la Voie Égnatienne, grand chemin tracé au cordeau d’ouest en est et bordé de pierres milliaires jusqu’à Cypsèles et à l’Hèbre, c’est-à-dire sur une longueur de 535 milles. À huit stades par mille, comme on compte d’habitude, cette longueur équivaut à 4 280 stades. »

## Confusion entre stade égyptien et stade de huit-au-mille
Les deux stades — égyptien et huit-au-mille — diffèrent sensiblement. Les confusions seront fréquentes. Une des plus marquantes sera celle de Joannes de Sacrobosco, au xiiie siècle. Avec son Traité de la Sphère, Sacrobosco fait la synthèse des connaissances astronomiques des Grecs, connaissances qui, depuis les Romains (si l’on excepte bien sûr les Arabes, et notamment les savants du calife Al-Ma'mūn), avaient été laissées largement en friche. Son traité sera repris tel quel, deux siècles plus tard, par le cardinal Pierre d'Ailly (1350-1420) dans son Imago mundi : « D’après l’auteur de la Sphère [Sacrobosco], le circuit de la Terre fait 252 000 stades. Or, huit stades valent un mille. Ainsi le tour complet de la Terre renferme 31 500 milles. »
La confusion est manifeste : les 252 000 stades pour le tour de la Terre font référence à la mesure effectuée par Érathostène. Il s’agit donc des stades égyptiens de 158 m. Par contre, le « huit stades valent un mille » fait référence au stade de huit-au-mille de 185 m.  Du fait de cette confusion, Sacrobosco évalue la circonférence de la Terre à 31 500 milles, c’est-à-dire (x 1480 m) 46 620 km, 16% de plus que la valeur actuelle (alors qu’Érathostène l’avait approchée à moins de 1%.).
Quand on sait que l’Imago mundi de Pierre d’Ailly sera le livre de chevet de Christophe Colomb (il annotera  de 898 apostilles son exemplaire — aujourd’hui conservé à la Bibliothèque Colombine, à Séville), on peut penser que cette confusion faite par Sacrobosco sera un des éléments de nature à créer le trouble dans l’esprit du grand navigateur sur la taille de la Terre.